# Areioszpagosz

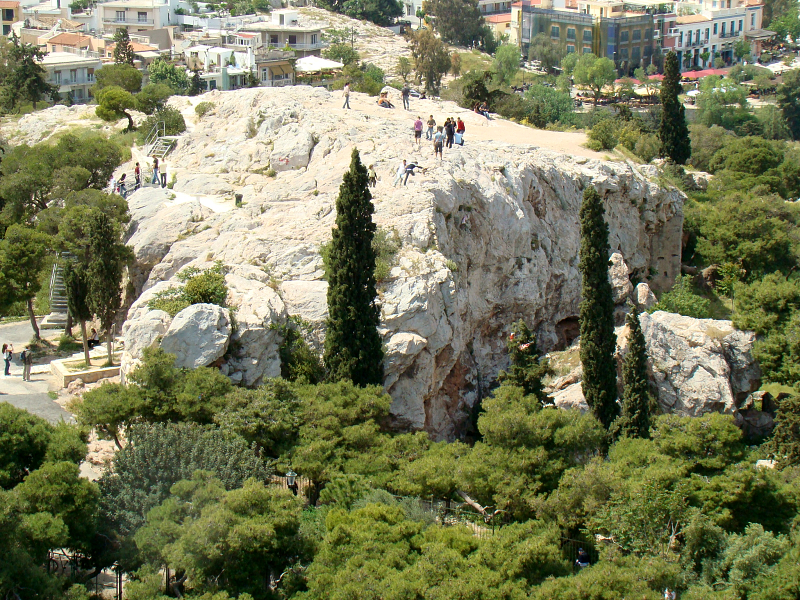
Az Areioszpagosz az Akropolisz felől

Az Areioszpagosz vagy Areiosz Pagosz (görögül Ἄρειος Πάγος, elavult magyar írásmóddal Areopág) Athénban az Akropolisztól északnyugatra emelkedő domb ókori görög elnevezése, tkp. ’Árész dombja’. Az Árész hadistennek szentelt domb északi lábánál ülésezett az i. e. 5. századtól az eredetileg nemzetségfőkből, később volt arkhónokból álló törvényhozó és ítélő tanács.

## Története

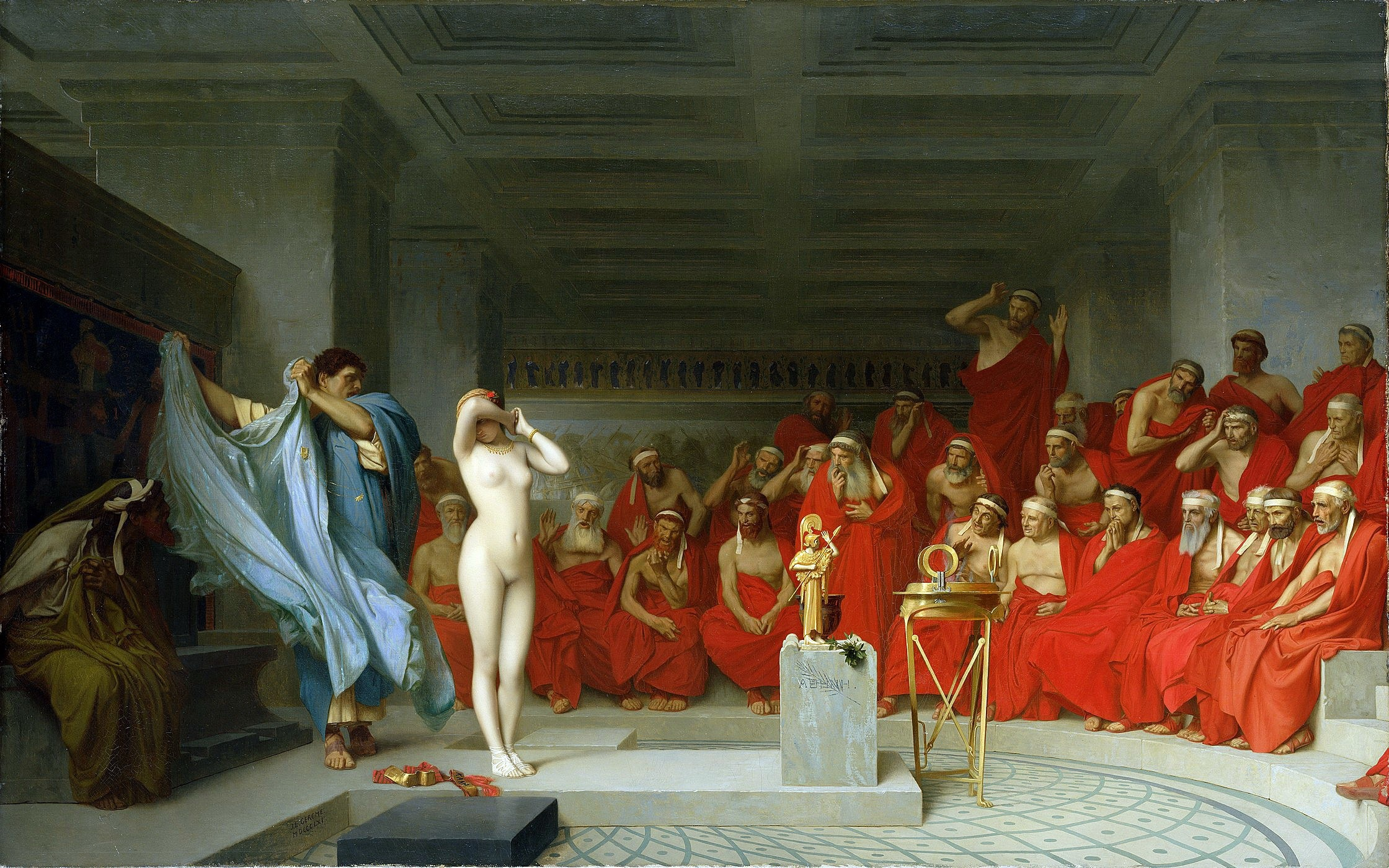
Phrüné hetéra az Areioszpagosz előtt (Jean-Léon Gérôme festménye, 1861)

Az Areioszpagosz név eredete nem tisztázott. A görög págosz/πάγοσ jelentése ’szikla’, az Areiosz/Ἄρειος előtag viszont egyaránt utalhat Arészra és a bosszúálló fúriákra, az Erinnüszekre is. Ez utóbbit látszik igazolni, hogy az ókorban az Erinnüszeknek szentelt templom állott a domb lábánál, ahol a felelősségre vonás elől menedéket találhattak a gyilkosok.[forrás?]
Egy névmagyarázó monda szerint ezen a helyen ítélkeztek az istenek Arész felett, miután meggyilkolta Poszeidón egyik fiát, Halirrhothioszt. Aiszkhülosz Eumeniszek című tragédiájában (i. e. 458) ugyanitt fogják perbe az anyját, Klütaimnésztrát és annak szeretőjét, Aigiszthoszt megölő Oresztészt.
Az i. e. 6. század előtti időkben az Areioszpagosz dombjánál ültek tanácsot Athén városának volt arkhónjai, akik egyrészt a legkülönfélébb ügyekben bíráskodtak, másrészt korlátlan felügyeletet gyakoroltak a városállami hatóságok munkája felett és jóváhagyták a népgyűlés által hozott törvényeket. Szolón i. e. 594-ben hozott törvényei megcsorbították az Areioszpagosz jogait, s az ítélkezést, a bírósági ügyek nagy részét a héliaiára bízták. Az i. e. 480-as évektől az arkhónság sorsolt tisztséggé vált, így a korábban az arisztokrácia soraiból kikerült, a rabszolgatartó réteg érdekeit védelmező, konzervatív Areioszpagosz összetétele erősen átalakult. I. e. 462-ben Ephialtész erősen megnyirbálta jogkörét, s az Areioszpagosz hatásköre az athéni demokrácia fénykorában csak a gyilkossági és vallásellenes ügyekben való bíráskodásra terjedt ki. A római fennhatóság alatt is működött, s intézménye csak a római hódoltság után szűnt meg.
Az Areioszpagosz történetének kései szakaszában a testület tagja volt az az Areopagita Dénes, aki Szent Pál areioszpagoszi beszédének hatására megtért, és később keresztény vértanúként halt meg.